# Tony Scott

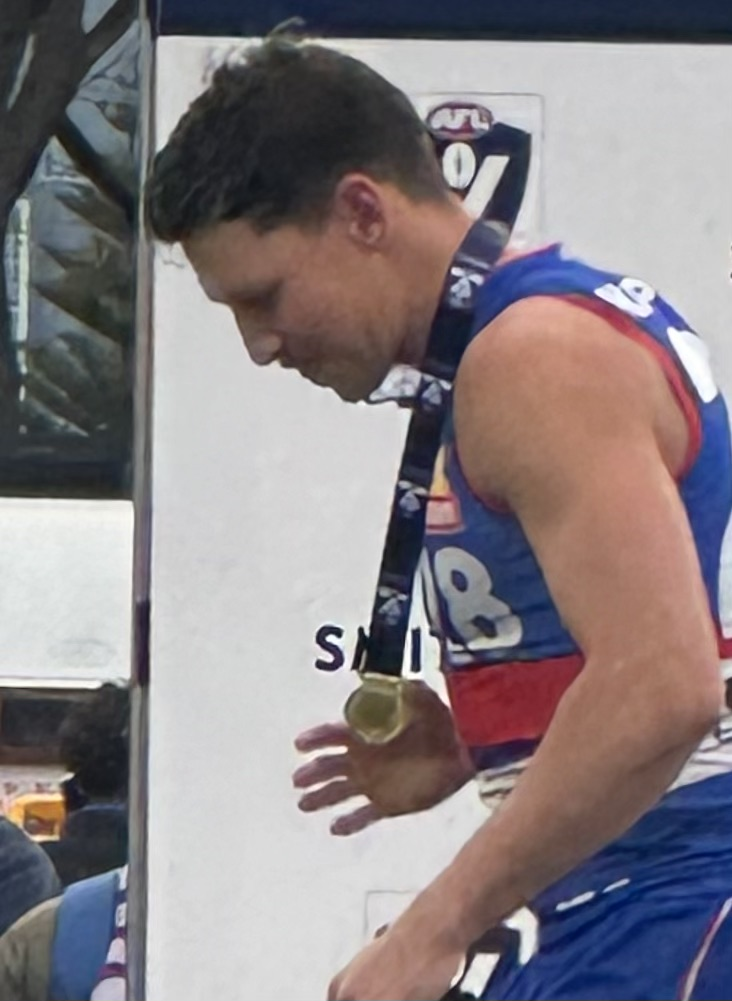
Tony Scott (2009)

Tony Scott (* 21. Juni 1944 in North Shields, England als Anthony David Leighton Scott; † 19. August 2012 in Los Angeles, USA) war ein britischer Filmregisseur und -produzent, der als Spezialist für Actionfilme galt. Zu seinen bekanntesten Kinofilmen zählen Top Gun, True Romance, Crimson Tide, Spy Game und Der Staatsfeind Nr. 1.

## Leben
Als 16-Jähriger spielte Tony Scott die Hauptrolle in dem ersten filmischen Versuch seines älteren Bruders Ridley, Boy and Bicycle. Seine Ausbildung absolvierte er am Leeds College of Arts und am Royal College of Art in London, wo er Kunst studierte. Für das British Film Institute schuf er die Kurzfilme One Of The Missing und Loving Memory. Wie sein Bruder war Tony nicht nur als Hollywood-Regisseur, sondern auch als Werbefilmer für Fernseh-Spots erfolgreich. Dabei gewann er zahlreiche von der Werbebranche vergebene Preise.
In den 1960er Jahren gründete er zusammen mit seinem Bruder die eigene Produktionsfirma Ridley Scott Associates (RSA). 1995 erwarben die beiden die finanziell angeschlagenen Shepperton Studios, um der britischen Filmwirtschaft neuen Schub zu geben. Zugleich gründete Tony zusammen mit seinem Bruder Ridley in Los Angeles die Produktionsfirma Scott Free Productions, um fortan neue Filme zu produzieren. RSA produzierte unter anderem noch die zweite Staffel der von BMW in Auftrag gegebenen Serie The Hire mit Clive Owen in der Hauptrolle.
1983 drehte Scott mit Begierde  seinen ersten Kinofilm, zuvor hatte er 1969 sowie 1971 je einen Kurzfilm inszeniert, gefolgt von einem Fernsehfilm 1973. Seine letzten drei Filme drehte Tony Scott mit Denzel Washington in der Hauptrolle.

### Privatleben
Scott war dreimal verheiratet. 1969 heiratete er seine erste Frau, die oscarprämierte Fernsehproduzentin Gerry Boldy. Die Ehe wurde 1974 geschieden. 1986 heiratete er seine zweite Frau, Glynis Sanders. Sie ließen sich ein Jahr später scheiden, als Scotts Affäre mit Brigitte Nielsen bekannt wurde, die er am Set von Beverly Hills Cop II kennengelernt hatte. Nielsen war zu dem Zeitpunkt mit Sylvester Stallone verheiratet. Am Set von Tage des Donners im Jahr 1990 traf er die Film- und Fernsehschauspielerin Donna Wilson, die 24 Jahre jünger als er war. 1994 heiratete das Paar. Die Zwillingssöhne Frank und Max wurden im Jahr 2000 geboren.

### Tod
Am 19. August 2012 gegen 12:30 Uhr Ortszeit beging Scott Suizid durch einen Sprung von der Vincent Thomas Bridge im Hafenviertel San Pedro in Los Angeles. Die Polizei fand Kontaktinformationen in einer Notiz in seinem auf der Brücke geparkten Auto und in seinem Büro einen Abschiedsbrief für seine Familie. Zeugen sagten aus, dass er vor dem Sprung nicht gezögert habe. Seine Leiche wurde von der Hafenpolizei aus dem Wasser geborgen.
Die Gründe für Scotts Handeln liegen im Dunkeln. Am 22. August sagte Sprecher Ed Winters, dass in Scotts Notizen kein Grund für den Suizid genannt wurde. Am 22. Oktober 2012 wurde als Todesursache „mehrere stumpfe Gewaltverletzungen“, verursacht durch den Aufprall, genannt. Zudem wurden in seinem Körper mehrere Medikamente gefunden. Ein Gerichtsmediziner erklärte, dass Scott keine ernsthaften Vorerkrankungen gehabt habe. Zwei Jahre später teilte allerdings Ridley Scott in einem Interview mit, dass sein Bruder vor seinem Selbstmord eine Krebsdiagnose erhalten hatte, die Familie dies aber so kurz nach dem Tod nicht bekanntgeben wollte.
An Scotts Beerdigung nahmen ehemalige Weggefährten wie Tom Cruise, Christian Slater, Val Kilmer, Eddie Murphy, Denzel Washington, Gene Hackman, Elijah Wood, Dane Cook, Dwayne Johnson, Stephen Fry, Peter Fonda und Keira Knightley teil. Tom Cruise sagte über ihn, dass er ein kreativer Visionär gewesen sei, dessen Spuren im Film unermesslich seien.
Mehrere Filme und Folgen von Fernsehserien wurden Scott gewidmet, so die erste Episode der Serie Coma und die erste Episode der vierten Staffel Good Wife. Mit der Widmung des Films Exodus: Götter und Könige gedachte Ridley Scott seines Bruders, mit jener des Top-Gun-Sequels Top Gun: Maverick tat das sein Nachfolger als Regisseur, Joseph Kosinski.

## Filmografie (Auswahl)

### Als Regisseur
- 1969: Loving Memory (Kurzfilm)
- 1971: One of the Missing (Kurzfilm)
- 1974: Nouvelles de Henry James: L’auteur de Beltraffio (Fernsehfilm)
- 1983: Begierde (The Hunger)
- 1986: Top Gun – Sie fürchten weder Tod noch Teufel (Top Gun)
- 1987: Beverly Hills Cop II
- 1990: Revenge – Eine gefährliche Affäre (Revenge)
- 1990: Tage des Donners (Days of Thunder)
- 1991: Last Boy Scout – Das Ziel ist Überleben (Last Boy Scout)
- 1993: True Romance
- 1995: Crimson Tide – In tiefster Gefahr (Crimson Tide)
- 1996: Der Fan (The Fan)
- 1998: Der Staatsfeind Nr. 1 (Enemy of the State)
- 2001: Spy Game – Der finale Countdown (Spy Game)
- 2002: Beat the Devil (Kurzfilm)
- 2004: Mann unter Feuer (Man on Fire)
- 2004: Agent Orange (Kurzfilm)
- 2005: Domino
- 2006: Déjà Vu – Wettlauf gegen die Zeit (Déjà Vu)
- 2009: Die Entführung der U-Bahn Pelham 123 (The Taking of Pelham 123)
- 2010: Unstoppable – Außer Kontrolle (Unstoppable)

### Als Produzent
- 2005–2010: Numbers – Die Logik des Verbrechens (NUMB3RS, Fernsehserie, Ausführender Produzent)
- 2009: Das schwarze Herz (Tell-Tale)
- 2009–2012: Good Wife (Fernsehserie, Ausführender Produzent)
- 2010: Das A-Team – Der Film (The A-Team)
- 2012: The Grey – Unter Wölfen (The Grey, Ausführender Produzent)
- 2012: Die Tore der Welt (World Without End)
- 2013: Stoker
- 2013: Auge um Auge (Out of the Furnace)
- 2014: Rettet Weihnachten! (Get Santa)